# 木老元布朗族彝族乡
木老元布朗族彝族乡是中华人民共和国云南省保山市施甸县下辖的一个民族乡。

## 行政区划
木老元布朗族彝族乡下辖以下村级行政区划单位：
木老元村、龙潭村、哈寨村和大地村。